# Julius Benedict
Julius Benedict (Stuttgart, 27 de novembre de 1804 - Londres 5 de juny de 1885) fou un pianista i compositor alemany.
Fill d'un banquer jueu, però batejat en l'església protestant, fou deixeble d'Abeille en la seva ciutat natal i després de Hummel a Weimar i de Weber a Dresden. Per recomanació de l'últim, fou nomenat director d'orquestra del teatre de la Kärtnertor de Viena (1824), passant l'any següent a Nàpols, on desenvolupà el mateix lloc en els de Sant Carles i del Fondo, i estrenà la seva primera òpera, Esrnest I Giacinta. Va viure després alguns anys donant concerts de piano per diferents ciutats d'Alemanya, i des de 1835 residí amb lleugeres interrupcions (com la de 1850-51), en què feu amb Jenny Lind una excursió artística per Amèrica) a Londres, i en llurs teatres dirigí òperes italianes i angleses, la Vocal Association i els concerts populars dels dilluns, que ell mateix instituí el 1860. Més tard fou mestre de capella del Covent Garden i el 1876-80 director de la Societat Filarmonica de Liverpool. La reina Victòria li conferí la dignitat de cavaller el 1870, i rodejat de la major consideració com a executant i com a mestre mort a Londres el 5 de juny de 1885. Com a pianista Benedict es distingí per la seva tècnica perfecta, llur expressió i llur vigorós colorit, tenint deixebles com Theodor Döhler.
Com a compositor deixà multitud d'obres de piano, més brillants que profundes, les cantates Undine (1860), Ricard Cor de Lleó (1863) i Santa Cecília (1866), l'oratori Sant Pere (1870), dues simfonies, obertures per a concert, etc.; però a més compongué una porció d'òperes, les primeres de les quals (tres italianes) recorden l'estil de Rossini; però a partir de 1838, en què va fer el seu primer assaig amb The gipsy's warning, es dedicà a escriure òperes angleses, imitant més aviat la manera de Weber, amb el que assolí grans triomfs, especialment amb The hides of Venice (1844), The crusaders (1846), The Lily of Killarney (1861), The hide of song (1865), Un anno ed un giorno, I portoghesi a Goa, i una interessant biografia de Weber (1881).